# 史蒂曼

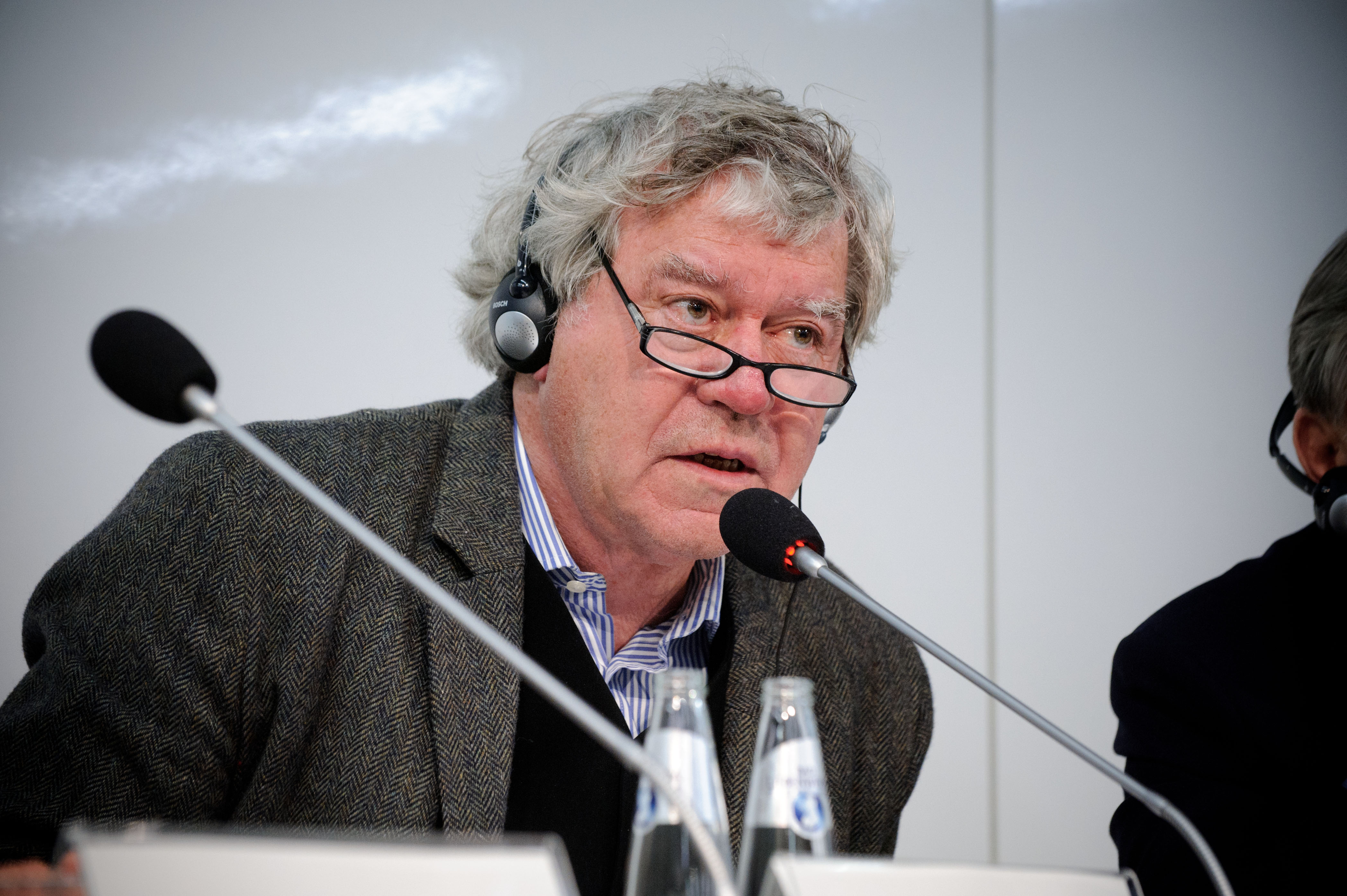
史蒂曼 (2011)

史蒂曼（Tilman Spengler，1947年3月2日—），德国作家、记者、汉学家。著有《北京的艺术家》（2006）等多部汉学著作。2010年9月曾作为颁奖人向正在狱中服刑的中国作家刘晓波颁发"赫尔曼-凯斯滕奖"（Hermann-Kesten-Medaille）。2011年3月史蒂曼原计划陪同德国外交部长基多·威斯特威勒访华，但是被中国拒签，未能成行。中国外交部的理由是他「不是中国人民的朋友」。而史蒂曼说他在中国有很多朋友。